# 石鼓镇 (玉龙县)
石鼓镇，是中华人民共和国云南省丽江市玉龙纳西族自治县下辖的一个镇，位於金沙江畔。是历代兵家必争的战略要地，因镇上有一面汉白玉雕刻的鼓状石碑而得名，石碑直径1.5米，厚0.7米，是丽江所发现的年代最早的石碑之一。

## 行政区划
石鼓镇下辖以下地区：
石鼓村、大新村、鲁瓦村、大同村、新华村、红岩村、四兴村、格子村、仁和村、仁义村和拉巴支村。

## 中国传统村落
2013年8月，石鼓村委会海螺村、大新村委会竹园村、仁和村委会石支村被评为第二批中国传统村落。